# Madżdal Szams
Madżdal Szams (hebr. מג'דל שמס; arab. مجدل شمس) – samorząd lokalny położony w Dystrykcie Północnym, w Izraelu.
Miasteczko leży w północnej części Wzgórz Golan. Jest to największe skupisko Druzów na Wzgórzach Golan.
27 lipca 2024 r. miejscowe boisko zostało zbombardowane przez libańską organizację terrorystyczną Hezbollah. .

## Demografia
Zgodnie z danymi Izraelskiego Centrum Danych Statystycznych w 2006 roku w osadzie żyło 9 tys. mieszkańców, w większości Druzów.
Populacja osady pod względem wieku (dane z 2006):
| Wiek (w latach) | Procent populacji w % |
| --------------- | --------------------- |
| 0-4             | 11,0%                 |
| 5-9             | 10,6%                 |
| 10-14           | 9,9%                  |
| 15-19           | 8,1%                  |
| 20-29           | 17,9%                 |
| 30-44           | 24,6%                 |
| 45-59           | 11,7%                 |
| ponad 60        | 6,3%                  |

Źródło danych: Central Bureau of Statistics.